# شارع الحبيب ثامر (مدينة تونس)
شارع الدكتور الحبيب ثامر هو أحد شوارع مدينة تونس، نسبة إلى أحد الزعماء الوطنيين، وينطلق هذا الشارع من نهج روما إلى أن يلتقي مع شارعي الحرية ولندرة وهو يحاذي حديقة الحبيب ثامر أو الباساج، وكان يسمى خلال العهد الاستعماري شارع روسطان (Avenue Roustan) الذي اشتغل فيما بين 1877 و1881 وزيرا مفوضا مقيما  ثم وزيرا مقيما لفرنسا بتونس، وهو أول من سمي على رأس الإدارة الاستعمارية بعد انتصاب الحماية الفرنسية في تونس. وتقع على هذا الشارع عدة مؤسسات إدارية هامة من أهمها الخزينة العامة للبلاد التونسية ومقر ولاية تونس بالإضافة إلى معهد بورقيبة...

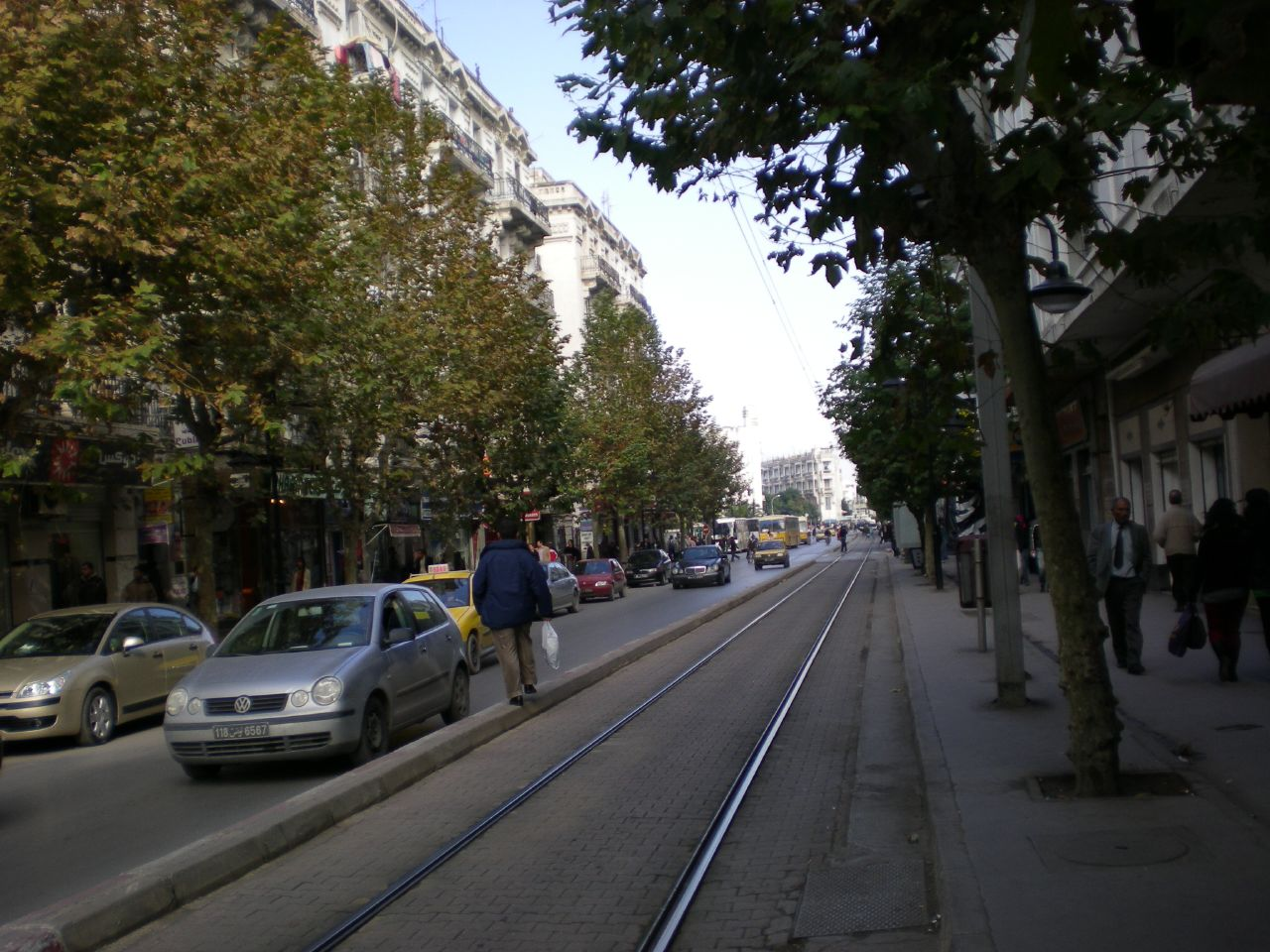
شارع الحبيب ثامر

يستعمل هذا الشارع حاليا لحركة السيارات في اتجاه واحد، وكذا المترو، حيث توجد به محطة تمر بها خطوط المترو 2 و3 و4 و5.

## إشارات مرجعية
1. ↑  سيرة مصطفى بن إسماعيل، تحقيق د. رشاد الإمام، تونس 1981، ص 17